# Jérôme Colin
 (mai 2020).
Si vous disposez d'ouvrages ou d'articles de référence ou si vous connaissez des sites web de qualité traitant du thème abordé ici, merci de compléter l'article en donnant les références utiles à sa vérifiabilité et en les liant à la section « Notes et références ».
Pour les articles homonymes, voir Colin.
Jérôme Colin, né le 9 novembre 1974 à Flawinne, est un journaliste et romancier belge.

## Biographie
Né dans une famille d'origine italienne, son père était cheminot. C'est l'écrivain Paul Auster qui lui donne le goût à la littérature.

## Vie privée
Il a trois enfants.

## Carrière

### Hep taxi
Co-animateur de l’émission Hep Taxi !, il devient animateur principal de l'émission à partir de 2004.

### Radio
Il commence sa carrière en radio sur Radio 21. Au lancement de la station de radio Pure FM, chaîne radio du groupe RTBF, il anime l'émission Buzz. Il sera licencié le 17 octobre 2005 pour divergence d'opinion avec sa direction. Depuis septembre 2014, il présente chaque jour ouvrable l'émission culturelle Entrez sans frapper sur La Première en radio. Il présente en plus actuellement Bagarre dans la discothèque sur La Première aussi.

### Presse écrite et web
Critique musical durant une dizaine d'années, il est responsable des pages cinéma/culture pour le magazine Moustique. De juillet 2006 à avril 2007, il anime VOX, un podcast produit par Belgacom Skynet. Le 7 mai 2015 sort son premier roman, Éviter les péages.

## Romans
- Éviter les péages, Allary Éditions, 2015, 197 p. (ISBN 978-2370730572).
- Le Champ de bataille, Allary Éditions, 2018, 240 p. (ISBN 978-2370731265).
- Les dragons, Allary Éditions, 2023, 192 p. (ISBN 9782370734709).

## Source
- Quatrième de couverture de son roman Éviter les péages

## Filmographie
- 2010 : Kill Me Please
- 2011 : HH, Hitler à Hollywood
- 2012 : Franck et Dean